# Appia (bướm nhảy)
Appia là một chi bướm ngày thuộc họ Bướm nâu.